# Dworzyszcze (rejon lidzki)
Dworzyszcze (biał. Дворышча, Dworyszcza; ros. Дворище, Dworiszcze) – agromiasteczko na Białorusi, w obwodzie grodzieńskim, w rejonie lidzkim, w sielsowiecie Dworzyszcze, nad Żyżmą i przy drodze republikańskiej R89.
Znajduje się tu kaplica rzymskokatolicka pw. Matki Bożej Różańcowej, będąca filią parafii Nawiedzenia Najświętszej Maryi Panny w Trokielach

## Historia
W Rzeczypospolitej Obojga Narodów leżało w województwie wileńskim, w powiecie lidzkim. Było wówczas własnością jezuicką, którzy w 1770 zbudowali tu kościół pw. Matki Bożej, będący filią parafii w Trokielach.
Odpadły od Polski w wyniku III rozbioru. W XIX i w początkach XX w. położone w Rosji, w guberni wileńskiej, w powiecie lidzkim, w gminie Żyrmuny. Były wówczas własnością skarbową. W dobrach były wówczas młyn wodny, browar, gorzelnia i karczma.
W dwudziestoleciu międzywojennym dwie wsie oraz folwark leżące w Polsce, w województwie nowogródzkim, w powiecie lidzkim, w gminie Żyrmuny. Demografia w 1921 przedstawiała się następująco:
|                     | Liczba mieszkańców | Budynki | Narodowość | Narodowość        | Wyznanie    | Wyznanie     | Wyznanie   | Wyznanie |
| Polacy              | Liczba mieszkańców | Budynki | inna       | rzymskokatolickie | prawosławne | ewangelickie | mojżeszowe |          |
| ------------------- | ------------------ | ------- | ---------- | ----------------- | ----------- | ------------ | ---------- | -------- |
| wieś Dworzyszcze I  | 50                 | 8       | 50         | –                 | 50          | –            | –          | –        |
| wieś Dworzyszcze II | 49                 | 9       | 49         | –                 | 48          | 1            | –          | –        |
| folwark Dworzyszcze | 103                | 8       | 93         | 10                | 84          | 1            | 6          | 12       |

Po II wojnie światowej w granicach Związku Sowieckiego. Od 1991 w niepodległej Białorusi.

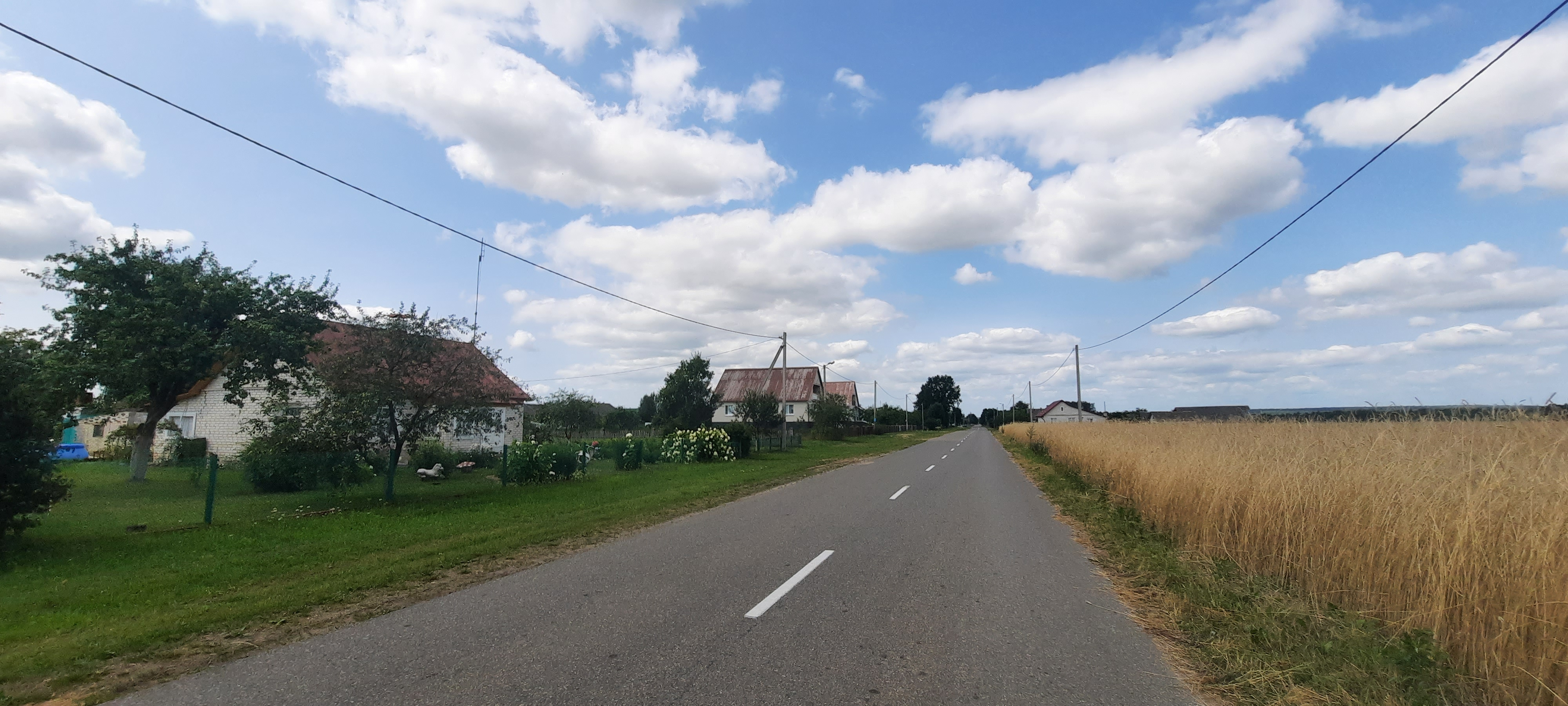
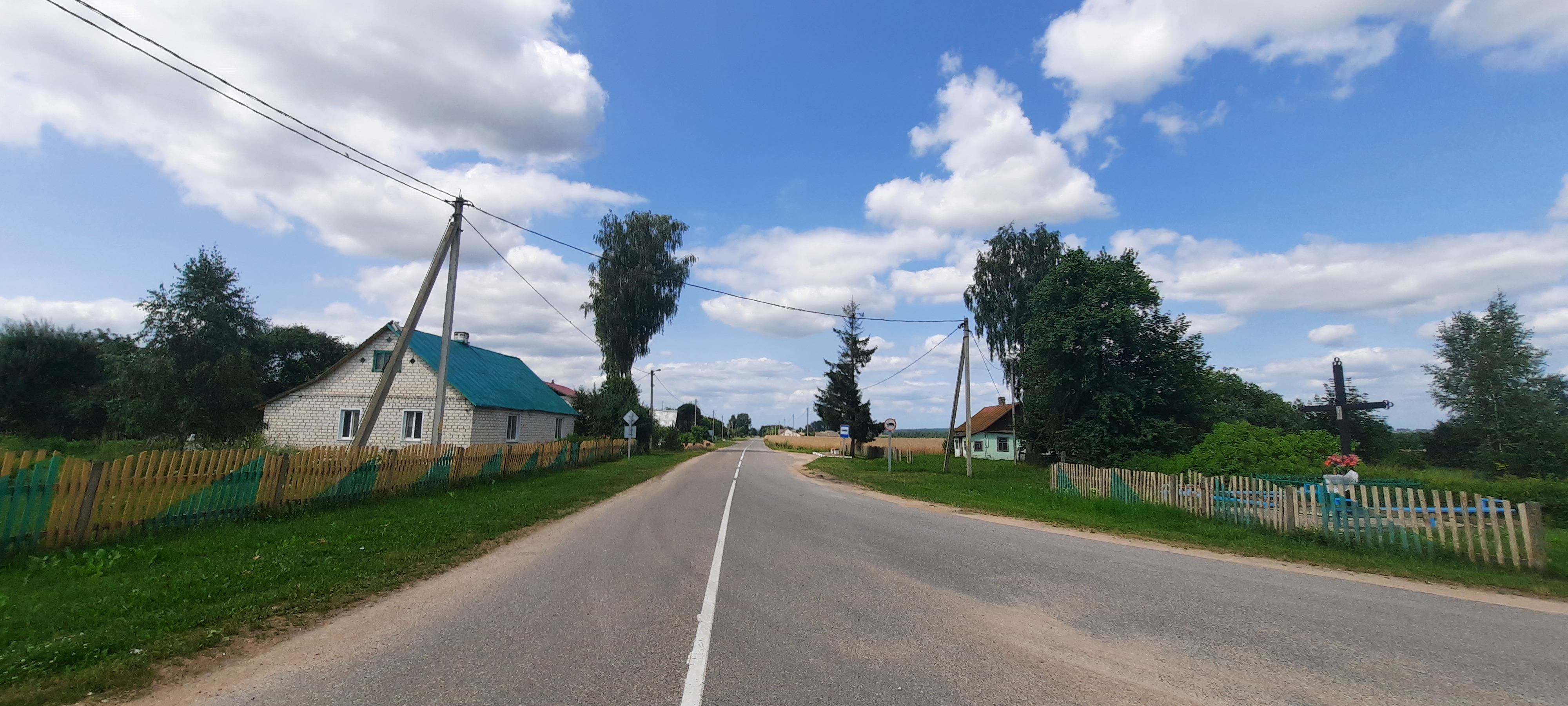
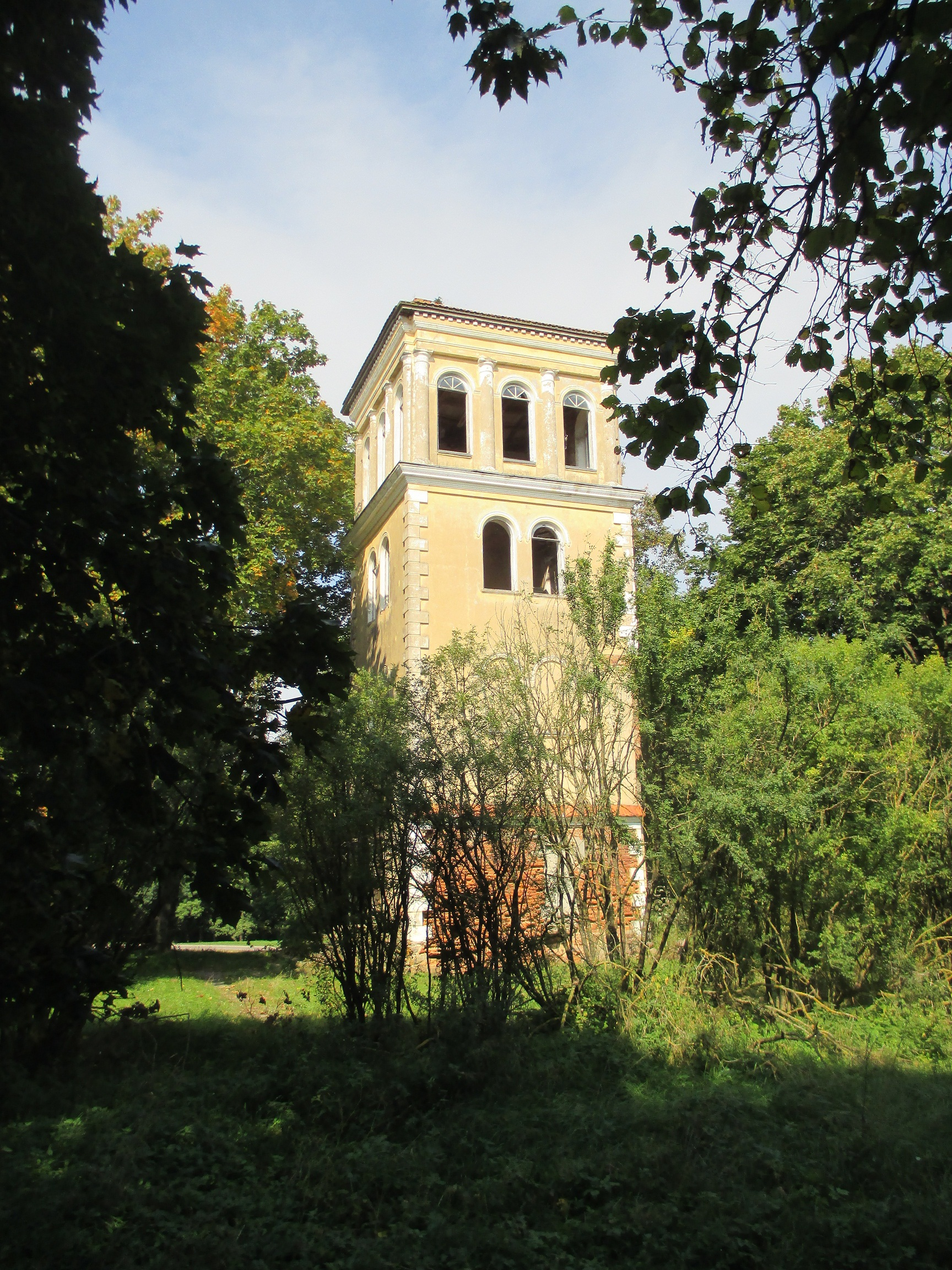
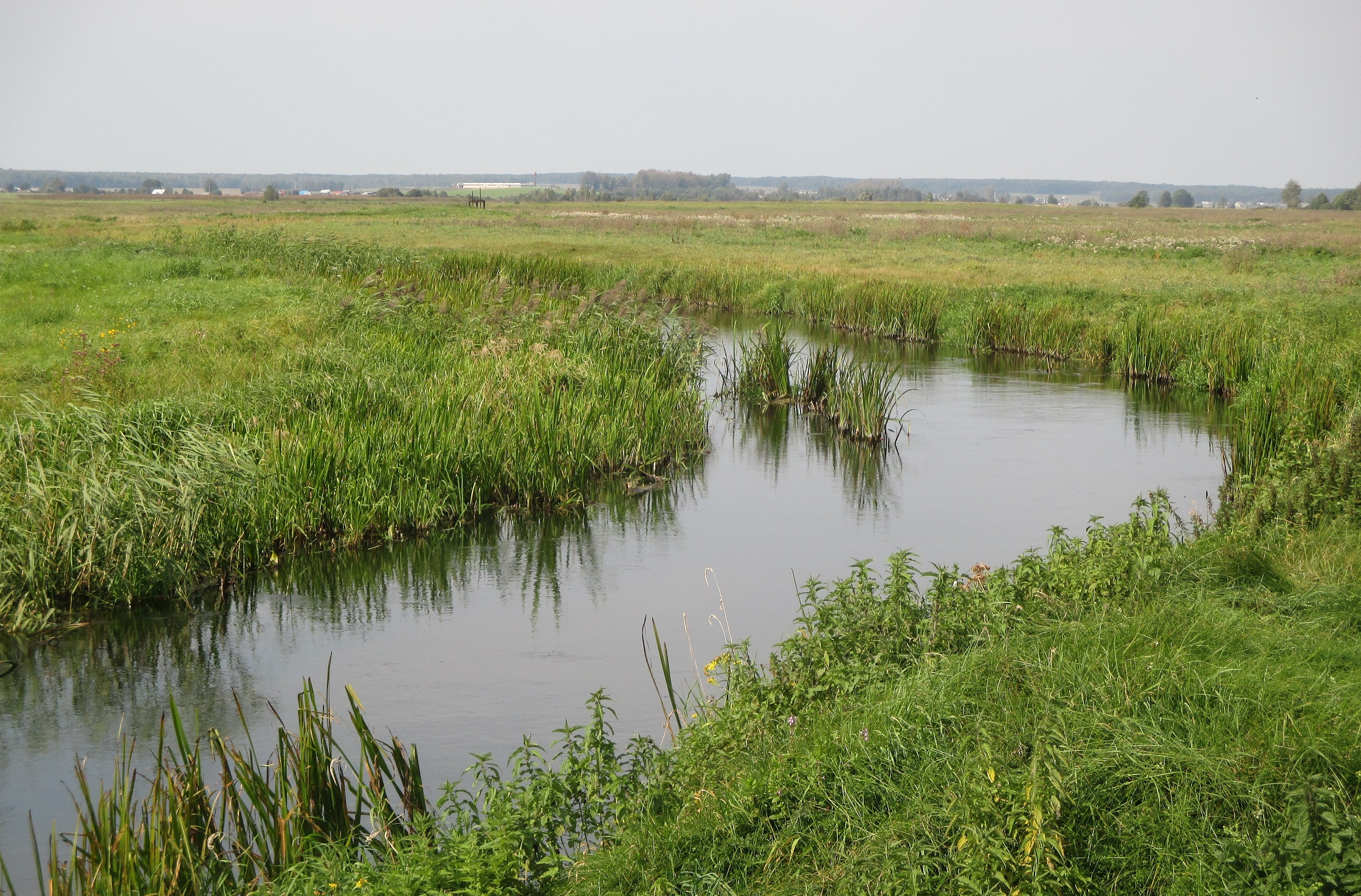
Żyżma na wysokości Dworzyszcza